# 多美卡超級系列
多美卡超級系列是Takara Tomy於2006年起發售、隸屬於多美小汽車品牌下的情景玩具系列，又分為超級救援隊、超級藍衣特警隊、超級建築隊、超級綠光探險隊等子產品線。

## 外部連結
- （日語）舊多美卡超級系列官方網站
- （日語）2019年多美卡超級救援變形系列官方網站